# Saison 3 de Zorro (série télévisée, 1957)
Chronologie
Saison 2 de Zorro
Cet article présente le guide des épisodes de la troisième saison (également considérée comme hors saison) de la série télévisée Zorro.
Malgré de bonnes notes, la série s'est terminée après deux saisons en raison d'un différend financier entre Disney et le réseau ABC concernant la propriété de Zorro, du Mickey Mouse Club et de la série télévisée d'anthologie de Disney (à l'époque intitulé Disneylan ). Pendant la bataille juridique, cependant, Disney a maintenu la franchise pendant quelques années sous la forme de quatre nouvelles aventures de Zorro d'une heure chacune.